# 如耳
如耳（?—?），战国时期卫国官员。
前311年（周赧王四年、秦惠文王更元十四年、魏襄王八年、卫嗣君二十四年），魏国伐卫国，攻克列城二座。卫嗣君忧愁。如耳见卫嗣君说：“请让我退魏兵，免去成陵君可以吗？”卫嗣君说：“先生果能如此，孤请世世代代以卫国事奉先生。”如耳见成陵君说：“之前魏国伐赵国，断羊肠，攻克阏与，相约分割赵国，赵国分而为二，不亡的原因，是魏国为合纵之主。现在卫国已面临灭亡，将向西请事奉秦国。与其以秦国解救卫国，不如以魏国解救卫国，卫国感激魏国必终无穷。”成陵君同意了。如耳见魏王说：“臣拜见过卫君了。卫国是周朝的别支，虽称小国，多宝器。现在魏国被迫宝器不献出，是他们心里以为攻卫、救卫不以魏王为主，所以宝器虽献出也一定不给魏王。臣猜想，先说不打卫国的必是接受卫国贿赂的。”如耳出来后，成陵君进入，以其言劝说魏襄王。魏襄王听到他的话，于是罢兵，免成陵君，并且终身不见成陵君。卫嗣君宠爱泄姬，器重大臣如耳，又怕这两人因受到宠爱器重而敢于欺瞒自己，于是提升大臣薄疑来与如耳匹敌，尊崇魏妃来与泄姬分庭抗礼，说：“以此可互相参列比较。”